# L'uragano (film 1934)
L'uragano (Гроза, Groza) è un film del 1934 diretto da Vladimir Michajlovič Petrov, tratto dal dramma omonimo di Ostrovskij.